# Arno Nadel

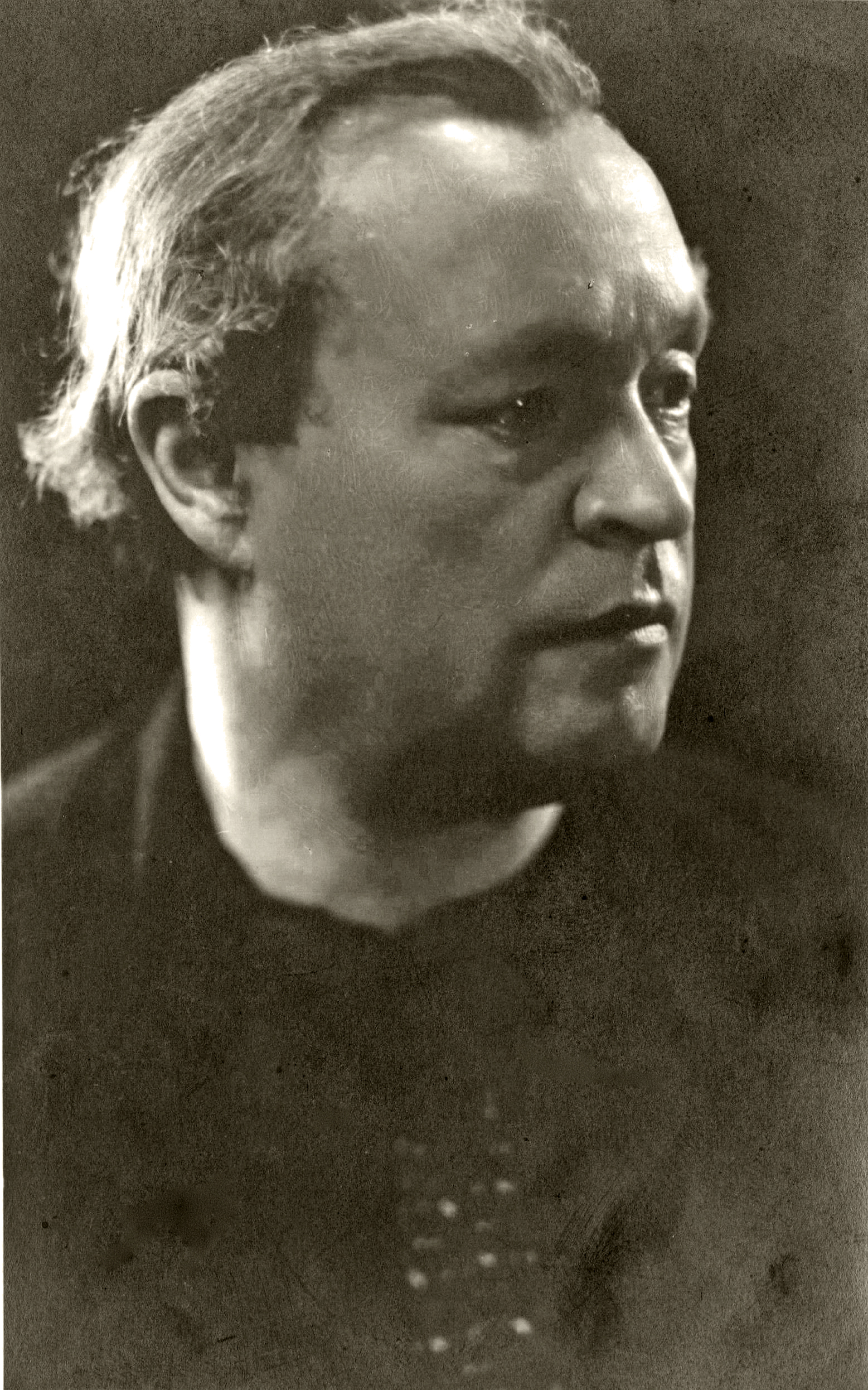
Arno Nadel (1938)

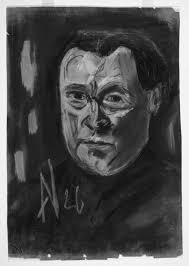
Selbstporträt (1926)

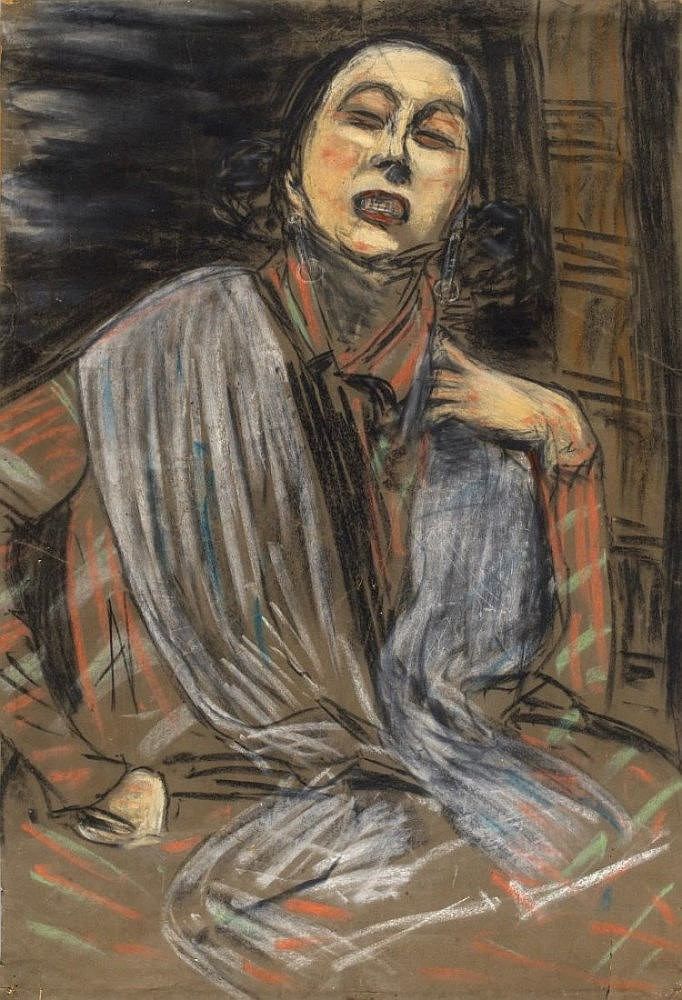
Bildnis einer Japanerin

Arno Nadel (geboren am 3. Oktober 1878 in Wilna, Russisches Kaiserreich; gestorben im März 1943 im KZ Auschwitz) war ein Musikwissenschaftler, Schriftsteller und Maler.

## Leben
Der Sohn eines Mechanikers war in einer Welt des östlichen Judentums aufgewachsen. Bei Eduard Birnbaum in Königsberg wurde er in synagogalem Gesang unterrichtet. 1895 ging er nach Berlin, wo er die Jüdische Lehrerbildungsanstalt besuchte. Anschließend wirkte er als Lehrer und Musiker. Ab 1916 war er Leiter des Chors und Kantor an der Synagoge am Kottbusser Ufer. Er sammelte und bearbeitete jüdische Volkslieder und Synagogenmusik. Daneben veröffentlichte er Kritiken und musiktheoretische Aufsätze. 1923 erhielt er von der Berliner Jüdischen Gemeinde den Auftrag zur Zusammenstellung einer Anthologie der Synagogenmusik. Diese Arbeit schloss er 1938 ab. Er hatte vor, sie in sieben Bänden als Kompendium Hallelujah! Gesänge für den jüdischen Gottesdienst zu veröffentlichen. 1933 war Nadel auf der ersten Ausstellung der jüdischen Künstlerhilfe in den Wandelgängen des Berliner Theaters vertreten.
1938 wurde er für mehrere Wochen im KZ Sachsenhausen inhaftiert. Obwohl er und seine Frau 1940 die für die Einreise in die USA notwendigen Affidavits erhielten, gelang ihnen unter den erpresserischen Auswanderungsbestimmungen die Auswanderung nicht mehr. Nadel wurde 1942 zur Zwangsarbeit in der Bibliothek des Reichssicherheitshauptamtes herangezogen. Am 12. März 1943 wurden er und seine Frau Anna nach Auschwitz deportiert und dort vermutlich unmittelbar nach der Ankunft ermordet. Sein Archiv und seine Sammlung hatte Nadel der Künstlerin Käthe Kollwitz übergeben. Die Materialien wurden durch Kriegseinwirkung zerstört. Ein Rest seines musikalischen Nachlasses befindet sich heute in der Schreiber Jewish Music Library in Philadelphia (Pennsylvania). Ein anderer Teil ist in der Archivabteilung der National Library of Israel aufbewahrt.
Neben seinem musikalischen und musikhistorischen Werk schuf Arno Nadel ein literarisches Werk, das aus Gedichten und Theaterstücken besteht und von Nadels Interesse an philosophischen und religiösen Themen beeinflusst ist. Daneben übersetzte er aus dem Jiddischen. Nadel betätigte sich außerdem als Maler und Zeichner.

## Werke

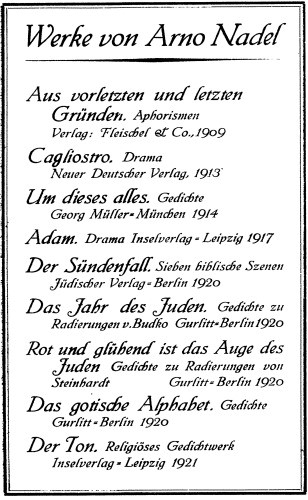
Werke, Stand 1921

- Aus vorletzten und letzten Gründen. Berlin 1909
- Cagliostro. Berlin 1913
- Um dieses alles. München [u. a.] 1914
- Adam. Leipzig 1917
- Bildnis Issai Kulvianski (Öl auf Hartfaser, 57 × 41 cm, 1920er Jahre; Berlinische Galerie)[2]
- Jacob Steinhardt. Berlin 1920
- Das Jahr des Juden. Berlin 1920 (zusammen mit Joseph Budko)
- Rot und glühend ist das Auge des Juden. Berlin 1920
- Der Sündenfall. Berlin 1920

- Hölderlin (Radierung, 1921)[3]

- Der Ton. Leipzig 1921

- Das gotische ABC. Berlin 1923
- Heiliges Proletariat. Konstanz 1924
- Die Erlösten. Berlin 1924
- Tänze und Beschwörungen des Weissagenden Dionysos. Berlin 1925
- Drei Augen-Blicke. Berlin 1932
- Das Leben des Dichters. Berlin 1935
- Der weissagende Dionysos. Heidelberg 1959; wieder 1986

## CD
- Arno Nadel, Kantor Isidoro Abramowicz, Chor der Synagoge Pestalozzistraße, Jakub Stefek, Thomas Bößl: Schire Simroh. Liturgische Gesänge, 2021, ISBN 978-3-86956-515-6.[4]

## Herausgeberschaft
- Jontefflieder. Berlin 1919
- Jüdische Volkslieder. Berlin (1920), Band 1,1 und 1,2
- Jüdische Liebeslieder. Berlin [u. a.] 1923
- Die Haggadah des Kindes. Berlin 1933
- Zemirōt šabat. Die häuslichen Sabbatgesänge. Gesammelt und herausgegeben. Berlin : Schocken, 1937

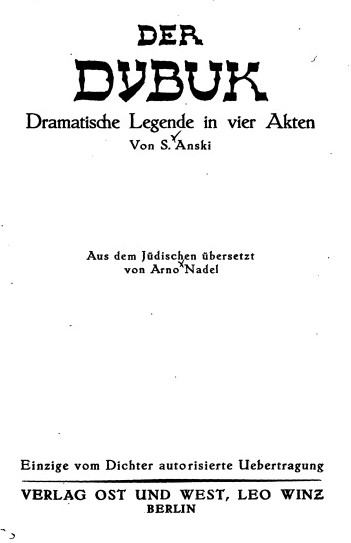
Der Dybuk 1921

## Übersetzungen
- Samuel Lewin: Chassidische Legende. Charlottenburg 1924
- Salomon An-ski: Der Dybuk. Berlin 1921